# Mburucuyá (Corrientes)
Mburucuyá (en guaraní: Mburukuja) es una localidad argentina en la provincia de Corrientes, cabecera del departamento del mismo nombre. Se encuentra a 154 kilómetros de la capital provincial.
Fue delimitada el 16 de agosto de 1832, luego de la construcción de su parroquia.
El nombre hace referencia a la planta mburucuya.

## Población
Cuenta con 6 972 habitantes (Indec, 2010), lo que representa un incremento del 15% frente a los 6 038 habitantes (Indec, 2001) del censo anterior.
| Gráfica de evolución demográfica de Mburucuyá entre 1991 y 2010 |
|                                                                 |
| Fuente: Censos nacionales del INDEC                             |

## Cultura
La localidad tiene el don de haber producido numerosos músicos folclóricos, especialmente dentro del género "chamamé". Entre otros, es importante destacar a Eustaquio Miño (padre), Salvador Miqueri, Antonio Niz, Tito Miqueri, Eustaquio "Papi" Miño (hijo) y su conjunto, así como al poeta popular Juan Carlos Jensen, de abundante producción como declamador de nota.
Desde hace 55 años, se realiza en el mes de febrero el "Festival Provincial el Chamamé" y hace 13 años el "Festival del Auténtico Chamamé Tradicional", el que, a través de tres días(años anteriores) en 2017 cuatro días, en 2018 fueron 5 días debido a la Boda de Oro (50 años) , se ha hecho famoso por las romerías, serenatas y cancioneros espontáneos que se generan en diversas casas del pueblo. El festival se efectúa en el Anfiteatro “Eustaquio Miño” junto a la laguna Limpia, hermoso sitio preparado para acampar, con baños, duchas y parrillas para los viajeros.
En el predio se realiza la Fiesta del Verano en las primeras quincena de enero, en donde durante el día se realizan competencia de fútbol 5, y vóley playa de ambos géneros, por la tarde se procede a la elección de reinas y princesas acompañado de bandas musicales y djs para hacer de la fiesta un día único para disfrutar para todas las Familias.

## Personalidades
- Troels Myndel Pedersen (1916-2000), botánico danés nacionalizado argentino que donó su establecimiento de campo de unas 20.000 hectáreas en 1991 para establecer el parque nacional Mburucuyá.
- Salvador Miqueri (1926-2013), cantautor, poeta y cantante de legendarios grupos chamameceros.

## Deportes
La localidad cuenta con el club "Unión", uno de los más antiguos de la provincia, en donde se practica fútbol 5, basquetbol y pádel, además cuenta con el "Club Atlético Mburucuyá", quien  posee su propio estadio y milita en la primera división de la Liga Correntina de Fútbol.

## Parroquias de la Iglesia católica en Mburucuyá
| Arquidiócesis | Corrientes           |
| ------------- | -------------------- |
| Parroquia     | San Antonio de Padua |